# Peter Hurd
Peter Hurd (* 22. Februar 1904 in Roswell, New Mexico; † 9. Juli 1984 ebenda) war ein US-amerikanischer Maler, Druckgrafiker und Illustrator des Amerikanischen Realismus. Seine Werke sind geprägt von den Menschen und den weiten Landschaften seiner Heimat San Patricio, New Mexico, wo er seit den 1930er Jahren lebte. Peter Hurd ist gleichermaßen bekannt für seine Porträts und seine Landschaftsbilder des amerikanischen Westens. Während des Zweiten Weltkriegs arbeitete Hurd als Kriegsberichterstatter für das Magazin LIFE und war der US-Luftwaffe zugeteilt.
Als Vertreter des Amerikanischen Realismus schuf er Werke, die die Landschaft, den Alltag und die Menschen des amerikanischen Westens darstellten und ihn zu einem bekannten Künstler dieser Stilrichtung machten.
Gemeinsam mit seiner Frau Henriette Wyeth hat Peter Hurd drei Kinder: Peter Wyeth (* 1930), Ann Carol Hurd (* 1935), und Michael Hurd (* 1946). Ann Carol Hurd und Michael Hurd haben ebenfalls die Malerei zu ihrem Beruf gemacht. Peter Hurd ist der Schwager des Malers Andrew Wyeth.

## Frühe Jahre und Ausbildung
Nach seinem Abschluss am New Mexico Military Institute in Roswell, das er von 1918 bis 1921 besuchte, wurde er 1921 als Kadett an der Militärakademie West Point in New York aufgenommen. 1923, nach zwei Jahren, verließ er West Point um seiner Berufung, der Malerei zu folgen.
Während eines Semesters am Haverford College in Pennsylvania lernte er den renommierten Illustrator N. C. Wyeth kennen und arbeitete für mehrere Jahre als Wyeths Assistent in dessen Atelier in Chadds Ford, Pennsylvania. Hurd arbeitete dort zusammen mit zwei von Wyeths Kindern, Andrew und Henriette, die ebenfalls bei ihrem Vater studierten. Auf Wyeths Drängen hin schrieb sich Hurd an der Pennsylvania Academy of the Fine Arts ein und schloss 1924 sein Studium ab.
Im Jahr 1929 heiratete Hurd Wyeths älteste Tochter Henriette Wyeth, die ebenfalls als Malerin bekannt ist. Sie ist die Schwester des Malers Andrew Wyeth.

## New Mexico und die Sentinel Ranch
1934, während der Weltwirtschaftskrise, zogen die Hurds nach San Patricio, New Mexico, und ließen sich auf einem 40 Hektar großen Grundstück nieder. Nach und nach erwarben sie mehr Land und bauten die 2.200 Hektar große Sentinel Ranch auf. Die Ranch und ihre Umgebung boten Hurd Material für seine Arbeit. Während Henriette sich auf Blumenstudien, Porträts in Öl und Stillleben konzentrierte, widmete sich Hurd der Darstellung der Landschaft und der Menschen, die sie prägten.
Im Jahr 1957 veröffentlichte er in Zusammenarbeit mit Folkways Records (heute Smithsonian Folkways) das Album Spanish Folk Songs of New Mexico. Einige dieser Lieder kannte Hurd aus seiner Kindheit, andere lernte er auf Reisen nach Mexiko kennen.

## Kriegsberichterstatter während des Zweiten Weltkriegs
Während des Zweiten Weltkriegs war Hurd als Kriegsberichterstatter für LIFE tätig und begleitete die US-Luftwaffe. 1942 war er bei der Eighth Air Force in England stationiert, wo er aus Flugzeugen heraus malte. Er berichtete von nahezu allen Fronten und fertigte Hunderte von Kriegsskizzen (War Sketches) an. Diese Skizzen wurden schnell mit Aquarellfarben oder Feder und Lavierung angefertigt. Einige dieser Kriegsskizzen hängen heute im Pentagon.
Nach dem Krieg reiste Hurd nach Nordafrika, Asien und Saudi-Arabien, wo er sich mit König Faisal anfreundete und ihn porträtierte.

## Auszeichnungen und Anerkennungen
Hurd erlangte in den späten 1930er Jahren nationale Bekanntheit und wurde in den folgenden vier Jahrzehnten mit Auszeichnungen und Ehrungen gewürdigt. Für seine Arbeit als Kriegsberichterstatter erhielt er 1947 die European Theater Medal for Service Overseas. 1959 ernannte ihn Präsident Dwight D. Eisenhower zum Mitglied der Commission on Fine Arts.
Er war Mitglied der National Academy of Design (heute National Academy Museum and School), der Wilmington Society of Fine Arts (heute Delaware Art Museum) und der American Watercolor Society und erhielt 1937 einen ersten Preis für Aquarelle vom Art Institute of Chicago.
1984 wurde Peter Hurd in die Hall of Fame des New Mexico Military Institute aufgenommen, die seine künstlerischen Errungenschaften sowie sein Vermächtnis als einer der angesehensten Absolventen des Instituts würdigt.

## Werke und öffentliche Aufträge
Viele von Hurds bekanntesten Porträts zeigen Nachbarn, Familie und Freunde von der Sentinel Ranch. Er malte mit Vorliebe Menschen, die tief mit dem Land verbunden waren, und zeigte sie im Freien, vor der Kulisse der Berge und des Himmels. Hurd erklärte: „Diejenigen, die ich am liebsten male, sind Menschen, deren Leben sich unter freiem Himmel abspielt: Männer, deren Kleidung, Haut und Augen vom Wind geprägt sind.“ (“The ones I like best to paint are those whose lives are spent under the sky: Men whose clothing, skin and eyes are all conditioned by the wind.”). Peter Hurds Porträt Jose zeigt Jose Herrera, einen langjährigen Mitarbeiter auf der Sentinel Ranch, inmitten der Hügelzüge des Landes, das er über zwei Jahrzehnte betreute.

### Eve of Saint John
Das 1960 entstandene Gemälde Eve of Saint John zählt zu Hurds bekanntesten Werken. Es zeigt Dorothy Herrera, die zwölfjährige Tochter seines früheren Vorarbeiters Jose Herrera, in einer nächtlichen Landschaft New Mexicos. Ihre Hände umschließen schützend die Flamme einer Kerze, die ihr den Weg zu einem Kirchenfest leuchtet.

### The Future Belongs To Those Who Prepare For It
Das Wandgemälde The Future Belongs To Those Who Prepare For It wurde 1952 von Peter Hurd für das Prudential Building in Houston, Texas, geschaffen. Als das Gebäude 2011 abgerissen werden sollte, wurde das Fresko gerettet und in die Artesia Public Library in Artesia, New Mexico, überführt. Der Umzug dieses 65.000 Pfund (etwa 29.483 Kilogramm) schweren und 620 Quadratfuß (etwa 57,6 Quadratmeter) großen Wandgemäldes gilt als eine der größten und anspruchsvollsten Aktionen dieser Art.

### Pioneer Mural
Von 1953 bis 1954 erhielt Hurd den Auftrag für ein großes Wandgemälde für das Texas Technological College (heute Texas Tech University) in Lubbock, Texas. Zusammen mit seinen Assistenten malte er ein Fresko in der Rotunde des damaligen West Texas Museums (heute Holden Hall). Das Fresko, bekannt als Pioneer Mural, zeigt 16 Pioniere aus Lubbock und verschiedenen Bereichen des öffentlichen Lebens. Es war Hurds siebtes Wandgemälde und das größte Projekt seiner Karriere. Die Arbeiten begannen im Februar 1953, und das Fresko wurde am 18. November 1954 mit einer Zeremonie eingeweiht. Heute ist es Teil der Kunstsammlung der Texas Tech University und ein Beispiel für Hurds öffentliches Schaffen.

## Porträt von Lyndon B. Johnson

### Auftrag und Entstehung
1965 erhielt Peter Hurd den Auftrag, das offizielle Porträt von Präsident Lyndon B. Johnson zu malen. Zuvor hatte er Johnson als ‚Mann des Jahres‘ für die Titelseite des TIME Magazins vom 1. Januar 1965 porträtiert.
Obwohl Hurd normalerweise 30 Stunden für ein Porträt benötigte, sicherte ihm die First Lady, Claudia Alta ‚Lady Bird‘ Johnson, nur eine halbstündige Sitzung mit dem Präsidenten zu. Präsident Johnson war müde und schlief während eines Großteils der Sitzung in Camp David ein.
Am Ende benötigte Hurd 400 Stunden für das Porträt, das er ausschließlich auf Basis von Fotografien malte – eine Technik, die ihm nicht lag. Ausnahmen waren die Hände eines benachbarten Ranchers, die Hurd an Johnsons Hände erinnerten, und der schlafende Kopf des Präsidenten. Das fertige Porträt zeigte Johnson von der Taille aufwärts, auf einem Balkon stehend, mit einem Buch über US-Geschichte in der Hand und gedankenverlorenem Blick in die Ferne. Es zeigt Johnson vor der Kulisse des Kapitols bei Sonnenuntergang – ein Detail, auf das Lady Bird Johnson bestand, obwohl Hurd dagegen war.

### Kritik und Ablehnung
Als Johnson das Porträt sah, lehnte er es mit folgenden Worten ab: „Das ist das hässlichste Ding, das ich je gesehen habe“ (“That’s the ugliest thing I ever saw.”). Lady Bird Johnson kritisierte, dass ihr der Hintergrund des Porträts überhaupt nicht gefallen habe – er sei zu violett (“I must confess, I did not like the background. Not at all, too violet.”). Sie bemängelte außerdem, dass die Hände nicht die „knorrigen, hart arbeitenden Hände“ ihres Mannes seien, die „so viel Kraft und so viel Kampf in sich haben“ (“And the hands were not Lyndon’s gnarled, peasant hands, that have so much strength and so much fight in them.”). Der Kopf habe ihr gefallen, der Ausdruck sei „suchend, hoffnungsvoll“ und habe „etwas Edles an sich.“ (“But I did like the head. The expression was searching, hopeful. There was an element of the noble in it.”)
Als Hurd den Präsidenten nach seinem bevorzugten Porträtstil fragte, verwies Johnson auf ein Porträt, das Norman Rockwell für die Berichterstattung zur Präsidentschaftswahl in der Ausgabe des Magazins LOOK vom 20. Oktober 1964 angefertigt hatte. Diese Begebenheit wurde erst am 5. Januar 1967 öffentlich, als sie Gegenstand eines Artikels in der Washington Post war.
1969, am vorletzten Tag seiner Amtszeit, erklärte Johnson in einer Rede vor dem National Press Club, er habe nie behauptet, das Porträt sei hässlich: „Ich erinnere mich an das Peter-Hurd-Gemälde. Erinnert ihr euch daran? Ich habe nie gesagt, es sei hässlich.“ (“I remember that Peter Hurd painting. Do you all remember that? I never said it was ugly.”). Scherzhaft fügte er hinzu, das Porträt sei „ziemlich gut gelungen, abgesehen von einer kleinen Sache – es fehlt der Heiligenschein“ („Actually, I thought it was a pretty good likeness, except for one little detail: It left off the halo.“).
Das offizielle Johnson-Porträt im Weißen Haus wurde von Elizabeth Shoumatoff angefertigt.

### Ausstellung und Verbleib
Da Johnson sich weigerte, das Porträt im Weißen Haus aufzuhängen, stellte Hurd es im März 1967 in den Diamond M Galleries in Texas aus, wo es auf großes Interesse stieß. Später spendete er es der National Portrait Gallery der Smithsonian Institution, unter der Bedingung, dass es erst nach Johnsons Amtszeit ausgestellt wird. Heute hängt das Porträt in der National Portrait Gallery in Washington, D.C., auch wenn Johnson es nie offiziell anerkannt hatte.

## Werke (Auswahl)
The Eve of Saint John, 1960
The Oasis
The Gate and Beyond, 1952
The Red Pickup, 1967
The Late Call, 1949
The Future Belongs To Those Who Prepare For It, 1952